# Speia
Speia (ros. Спея, Spieja) – wieś w Mołdawii (Naddniestrzu), w rejonie Grigoriopol, siedziba gminy o tej samej nazwie. W 2004 roku liczyła 2679 mieszkańców.

## Położenie
Miejscowość znajduje pod faktyczną administracją Naddniestrza, w odległości 18 km od miasta Anenii Noi i 50 km od Kiszyniowa.

## Demografia
Według danych spisu powszechnego w Naddniestrzu w 2004 roku wieś liczyła 2679 mieszkańców, z czego większość, 2584 osób, stanowili Mołdawianie.